# Xah Sultan ben Abu Bakr
Xah Sultan ben Abu Bakr (+ després de 1363) fou un príncep muzaffàrida, fill de Badr al-Din Abu Bakr, nebot de al-Muzaffar ben Mansur, amb la filla del qual es va casar.
El 1352 el príncep Shah Shuja el va cridar a Rafsanjan, quan la zona era atacada per l'amir Jakaz, comandant en cap de l'exèrcit del injúida Abu-Ishaq Jamal-ad-Din i va servir a Mubariz al-Din Muhàmmad en la batalla de Panj Angusht el juliol de 1352. Després de la conquesta de Siraz (1353, en la qual no consta que hi tingués una participació especial, el 1354 va rebre el castell de Quhandiz que li va rendir el kutval (castellà) Madj al-Din; en aquest castell es guardaven els tresors d'Abu-Ishaq Jamal-ad-Din. El hivern del 1355 a 1356 li fou encarregada la direcció de la continuació del setge d'Esfahan, que va exercir amb vigor i que va portar finalment a la conquesta d'aquesta ciutat el maig del 1356. Va governar Esfahan fins a l'any següent No obstant quan Mubariz al-Din va entrar personalment a la ciutat el gener del 1357 no li fou atorgada cap recompensa (com esperava) doncs el wazir Khwaja Burhan al-Din l'havia acusat d'emportar-se 700 tumans dels ingressos de l'Iraq Ajamita. En els actes de recepció de Mubariz, es va produir una situació tensa; Shah Sultan va donar un gran banquet en el qual Mubariz, que era violent, apassionat i malhumorat, es va comportar amb gran rudesa. Això va augmentar la, fins aleshores, controlada enemistat que existia entre l'oncle i el nebot.
Tot i així va romandre lleial i durant la lluita per Esfahan entre els fills de Mubariz al-Din, Shah Shuja i Shah Mahmud va participar en un atac a la ciutat acompanyat entre molts altres pel seu germà Amir Mubariz, en la qual els dos germans foren fets presoners per soldats de Shah Mahmud. Ami Mubariz fou executat mentre que Shah Sultan fou cegat.
No tornà a aparèixer i no consta la data de la seva mort.